# Patrici Reynés Calvache
Patrici Reynés Calvache (26 de juliol de 1969, Maó), també conegut com a Tisi Reynés, és un exjugador de bàsquet menorquí.
Després de 25 anys de carrera esportiva, el 26 de maig de 2006, als 36 anys, va decidir retirar-se com a jugador en actiu, després d'haver complert amb el somni de pujar a l'ACB amb l'equip de la seua vida, el Menorca Bàsquet, i un any després d'aconseguir la permanència. El Menorca Bàsquet va decidir retirar la seua samarreta amb el dorsal número 4 i penjar-la al Pavelló Menorca. La celebració de la retirada de la samarreta segueix pendent de realització a dia d'avui encara que ningú jugui amb aquest número.

## Clubs
- La Salle Maó

- La Salle Maó - Categories inferiors
- La Salle Maó - Jr i 2ª DIV - 1987/1991

- Castellar - 2ª DIV - 1991/1992
- La Salle Maó

- La Salle Maó - 2ª DIV - 1992/1994
- La Salle Maó - EBA - 1994/1997

- Menorca Bàsquet - LEB - 1997/2002
- Tenerife Baloncesto - LEB- 2002/2003
- CB Gran Canària - ACB - 2003/2004
- Menorca Bàsquet

- Menorca Bàsquet - LEB - 2004/2005
- Menorca Bàsquet - ACB - 2005/2006

## Palmarès
- Temp. 1994/95: Campió EBA
- Temp. 1995/96: All Star EBA
- Temp. 1996/1997: Ascens a LEB amb el Menorca Bàsquet
- Temp. 2000: All Star LEB
- Temp. 2001: All Star LEB
- Temp. 2002/03: Campió Copa Príncep d'Astúries amb el Tenerife
- Temp. 2002/03: Ascens a l'ACB amb el Tenerife
- Temp. 2004/05: Ascens a l'ACB amb el Menorca Bàsquet

## Estadístiques a la Lliga ACB
| Temporada          | Equip           | Lliga | PJ | MPP | PPP | RPP | APP | VPP |
| ------------------ | --------------- | ----- | -- | --- | --- | --- | --- | --- |
| 2003-04            | Gran Canària    | ACB   | 34 | 18  | 7,8 | 1,8 | 2,4 | 6,4 |
| 2003-04 (play-off) | Gran Canària    | ACB   | 4  | 12  | 3,7 | 0,7 | 0,5 | 1   |
| 2005-06            | Menorca Bàsquet | ACB   | 34 | 18  | 6,1 | 1,8 | 2   | 5,3 |

(Llegenda: PJ= Partits jugats; MPP= Minuts per partit; PPP= Punts per partit; RPP= Rebots per partit; APP= Assistències per partit; VPP= Valoració per partit)